# 高德康
參數所指定的目標頁面不存在，建議更正成存在頁面或直接建立下列一個頁面（建立前請先搜尋是否有合適的存在頁面可以取代）：
- 高德康 (1972年)

高德康（1952年—），中国大陆企业家，中华人民共和国政治人物、第十二届全国人民代表大会江苏地区代表，现任波司登股份有限公司董事长、总裁。

## 生平
1952年出生于江苏常熟，加入中国共产党。1976年接手一个当地缝纫小组（波司登集团前身），靠自行车往返常熟和上海两地进行服装销售，1992年投资2,000万兴建厂房和设备，1992年将公司改为波司登集团并担任董事长。2008年起担任全国人大代表。2013年，被选为全国人大代表。